# Aghwan Papikian
Aghwan Alberti Papikian (orm. Աղվան Ալբերտի Պապիկյանը, ur. 8 lutego 1994 w Łodzi) – armeńsko-polski piłkarz występujący na pozycji pomocnika, reprezentant Armenii w latach 2013–2014.

## Kariera klubowa
Papikian jest wychowankiem piłkarskiej akademii ŁKS Łódź, gdzie trafił w 2005 roku. Latem 2011 roku został włączony do kadry pierwszego zespołu, w którego barwach zadebiutował 13 sierpnia 2011 w podczas przegranego 0:2 meczu ligowego z Polonią Warszawa. 27 sierpnia 2012 roku Papikian podpisał profesjonalny, trzyletni kontrakt z klubem. 27 lutego 2013 został do końca sezonu wypożyczony do rosyjskiego Spartaka Moskwa. Przed sezonem 2013/14 został zawodnikiem ormiańskiego Piunika Erywań w którym występował przez jeden sezon, by następnie latem 2014 roku przejść do Ulissu Erywań. 31 sierpnia 2015 podpisał dwuletni kontrakt z GKS Bełchatów, z którym spadł po roku do II ligi. W sezonie 2017/18 występował w Rakowie Częstochowa. W latach 2018–2019 grał w Olimpii Grudziądz, z którą wywalczył awans do I ligi. Przed sezonem 2019/20 podpisał roczną umowę z Chojniczanką Chojnice.
7 sierpnia 2020 przeszedł z Chojniczanki Chojnice do Alaszkertu Erywań, a 4 września tego samego roku przeniósł się do Araratu Erywań. 16 lipca 2021 powrócił do Alaszkertu. 12 lipca 2022 został zawodnikiem Wisły Puławy, w której wystąpił w 14. meczach II ligi. 31 grudnia 2022 klub skorzystał z opcji skrócenia umowy z piłkarzem.

## Kariera reprezentacyjna
Papikian otrzymał propozycję gry w reprezentacji Polski juniorów, jednak nie posiadał polskiego obywatelstwa. Ostatecznie zdecydował się reprezentować Armenię, w której barwach zaliczył kilkanaście spotkań w kadrach juniorskich. 14 sierpnia 2013 podczas przegranego 0:2 meczu towarzyskiego z Albanią zadebiutował w reprezentacji seniorskiej.

## Statystyki kariery
(aktualne na dzień 6 stycznia 2023)
| Klub                  | Sezon              | Liga               | Liga  | Liga   | Puchar kraju | Puchar kraju | Europa | Europa | Suma  | Suma   |
| Klub                  | Sezon              | Liga               | Mecze | Bramki | Mecze        | Bramki       | Mecze  | Bramki | Mecze | Bramki |
| --------------------- | ------------------ | ------------------ | ----- | ------ | ------------ | ------------ | ------ | ------ | ----- | ------ |
| ŁKS Łódź              | 2011/12            | Ekstraklasa        | 8     | 0      | 2            | 0            | –      | –      | 10    | 0      |
| ŁKS Łódź              | 2012/13            | I liga             | 7     | 0      | 0            | 0            | –      | –      | 7     | 0      |
| Spartak Moskwa (wyp.) | 2012/13            | Priemjer-Liga      | 0     | 0      | 0            | 0            | 0      | 0      | 0     | 0      |
| Piunik Erywań         | 2013/14            | Barcragujn chumb   | 18    | 4      | 4            | 2            | 4      | 0      | 26    | 6      |
| Piunik Erywań         | 2014/15            | Barcragujn chumb   | 0     | 0      | 0            | 0            | 2      | 1      | 2     | 1      |
| Ulis Erywań           | 2014/15            | Barcragujn chumb   | 19    | 2      | 1            | 1            | –      | –      | 20    | 3      |
| GKS Bełchatów         | 2015/16            | I liga             | 22    | 3      | 0            | 0            | –      | –      | 22    | 3      |
| GKS Bełchatów         | 2016/17            | II liga            | 15    | 4      | 2            | 2            | –      | –      | 17    | 6      |
| Raków Częstochowa     | 2017/18            | I liga             | 15    | 1      | 0            | 0            | –      | –      | 15    | 1      |
| Olimpia Grudziądz     | 2018/19            | II liga            | 28    | 8      | 1            | 0            | –      | –      | 29    | 8      |
| Chojniczanka Chojnice | 2019/20            | I liga             | 25    | 3      | 1            | 0            | –      | –      | 26    | 3      |
| Alaszkert Erywań      | 2020/21            | Barcragujn chumb   | 1     | 0      | 0            | 0            | 1      | 0      | 2     | 0      |
| Ararat Erywań         | 2020/21            | Barcragujn chumb   | 19    | 1      | 5            | 1            | –      | –      | 24    | 2      |
| Alaszkert Erywań      | 2021/22            | Barcragujn chumb   | 11    | 0      | 1            | 0            | 9      | 1      | 21    | 1      |
| Wisła Puławy          | 2022/23            | II liga            | 14    | 0      | 1            | 0            | –      | –      | 15    | 0      |
| Ogólnie w karierze    | Ogólnie w karierze | Ogólnie w karierze | 202   | 26     | 18           | 6            | 15     | 2      | 229   | 34     |

## Sukcesy

### Klubowe

#### Piunik Erywań
- Puchar Armenii: 2013/14

#### Ararat Erywań
- Puchar Armeniiː 2020/21

## Życie osobiste
Papikian jest bratem piłkarza Wolodii Papikiana. Aghwan urodził się w Polsce, 2 października 2017 roku otrzymał obywatelstwo polskie.